# Arthur Jensen
Arthur Robert Jensen (24. srpna 1923, San Diego – 22. října 2012, Kelseyville) byl americký psycholog, představitel biologické psychologie, 47. nejcitovanější psycholog ve 20. století.
Zaobíral se především psychometrikou a diferenciální psychologií. Hlásil se též k hereditarismu, tedy přesvědčení, že na rozdíly v inteligenci a poznávacích schopnostech má zásadní vliv genetický základ jedince. Jeho názory na dědičnost inteligence bývaly někdy označovány až za rasistické.